# 電星1號
是第一颗人造的通讯卫星和第一颗被设计来传送电话和高速数据通讯的卫星。今天多颗电视广播卫星取名为。

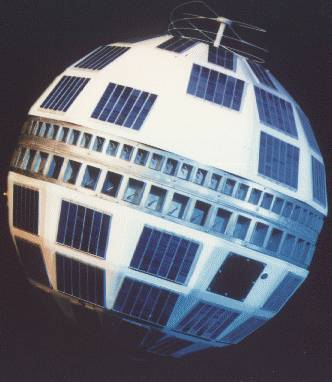
最早的Telstar

最早的则是两颗几乎一样的试验性卫星：于1962年7月10日升天，运行到1963年2月21日，于1963年5月7日升天，运行到1965年5月16日。
在其运行期间首次通过太空转播了电视图像、电话和电传图像，完成了首次跨大西洋电视实播。

## 描述
最初的属于美国电话电报公司，是该公司、贝尔实验室、美国国家航空航天局、英国邮政总局和法國電信之间的一项国际协议的一部分，该协议的目标在于开发试验性跨大西洋卫星通讯。贝尔实验室与美国国家航空航天局之间达成协议不论发射成功与否贝尔实验室为每次发射交付三百万美元。美国方面的地面基地位于缅因州安德沃，由贝尔实验室建造。英国的主站是位于英格兰西南的贡希利卫星信号地面接收站，主要由英国广播公司使用。国际协调中心和由英国广播公司开发研制的转换装置位于伦敦英国广播公司电视中心。法国的地面接收站位于法国西北（坐标：48°47′10″N 3°31′26″W / 48.78611°N 3.52389°W）。
卫星是由贝尔实验室的一个小组研制的，其中包括项目创始人约翰·皮尔斯、发明卫星里使用的行波管的鲁道尔夫·康普夫纳和设计了卫星的三极管和太阳能板的詹姆斯·厄利。卫星的形状大致为球形，其直径为880毫米，重77千克。它的体积受到三角洲運載火箭能够运载容量的限制。通过自转它来维持其稳定性。在表面上它覆盖有太阳能电池来提供电力，电池功率为14瓦。
最初的有一个先进的转发器来传递数据。它可以传送一个电视频道或者分頻多工的电话联接。由多个装在卫星的赤道上的小天线组成的全向天线接收要转播的6兆赫微波信号。转发器把信号混频为4兆赫，使用一个行波管放大信号，然后使用附近较大的盒子状凹坑全向发送。卫星极部显眼的螺旋天线是用来接收地面控制站的遥控指令的。
不像大多数今天的通讯卫星那样，使用椭圆轨道。因此地面卫星必须约每2.5小时跟踪卫星。由于卫星上的发射和接受设备远远没有今天卫星上的设备功率那样高，因此地面天线必须非常大。天线的面积为330平方米，直径54米，重380吨。卫星飞过天线上空时的速度为每秒钟1.5度，这么重大的天线必须跟踪卫星的轨迹，而且其偏差不能高于0.06度。
1962年7月10日美国航空航天局使用一枚三角洲运载火箭从卡纳维拉尔角发射了，它是第一颗私人公司发射的卫星。它是一颗中高度卫星，它的椭圆轨道的公转周期为两小时又37分钟，与赤道的倾角为45度，近地点离地面约1000千米，远地点离地面越6000千米。由于它的轨道它每公转中仅有20分钟时间可以进行跨大西洋转播。

## 运行
在发射的当天就从美国向法国转播了电视图像（安德沃地面站外的一面旗）。
被看作是打开了技术应用的新一页，但是同时它自己也成为冷战中的一个技术牺牲品。就在被发射前一天美国测试了一枚高空核炸弹（海星一号），这枚炸弹电离了地球的范艾伦辐射带，而的轨道正好处于这个高度上。在这里增高的放射性加上后来的高度核武器试验（包括苏联在十月进行的高度核爆炸）使得卫星上脆弱的三极管饱和。12月初卫星停止工作。1963年1月初通过绕过被破坏的三极管它恢复工作。但是卫星依然受到高辐射影响，加上阳光的作用使得其三极管再次被破坏，这次无法挽救。1963年2月21日停止工作。
据美国太空物体目录2008年6月依然在轨道上。

## 后来的卫星
这些后来的卫星与第一颗卫星只在名字上有共同点。它们的电子和机械技术要成熟得多，而且是同步卫星。它们也不再是实验或者开发卫星，而是商业用的通讯卫星。
第二批系列从1983年发射的开始，系列中还有1984年发射的302和1985年发射的303。
第三批系列从1993年发射的401开始，该卫星于1997年因为磁暴失效，后来发射的402在发射后不久就被摧毁了。被1995年发射的（后来改名为）取代。
（又被称为亚太2号R）于1997年从中国发射。
（又被称为亚太5号）于2004年6月被发射，发射后最后一级推力不足，但是卫星能够使用自己的定位火箭推进到地球静止轨道。剩下的燃料使得它依然可以完成预计的13年运行期。